# 土師伊久美
土師 伊久美（はじ いくみ、1997年12月6日 - ）は、日本の歌手。165cm、A型。愛称は、いくみそ、みそちゃん。

## 略歴
岡山県出身。
3歳よりエレクトーン、ピアノ、9歳よりトランペット、15歳より声楽を始める。
中学高校の6年間、学校の広報パンフレットモデルに選出されたことをきっかけに、18歳の時、関西美少女図鑑に所属。所属してすぐの号でシークエンスモデルを務めた。Vol.12では表紙を務める。
大学在学時に中学校高校音楽教諭専修免許を取得。
2021年、西宮市フレンテホールにて声楽家デビュー。ナレーター、声優としての活動も開始。
ファン名称は「みそっ子」。

## 人物
趣味は料理と船釣り。
声優の福原綾香と交流があり、「姉妹のような関係」とX(旧Twitter)スペース配信で発言。朗読劇で共演をしたことがきっかけで、さくらFM「いくみそのどみそ！クラシック」にゲスト出演している。(2023年11月11日放送回)

## 出演
2016年
- 関西美少女図鑑 - vol.5 シークエンス
- 美学生図鑑掲載

2017年
- スタジオアリスふりそでアリス振袖カタログ&地域限定CM
- 神戸理容美容専門学校学祭
- 北神急行（現：神戸市営地下鉄北神線）イメージキャラクター北神弓子モデル

2020年
- 朝日放送テレビ『見取り図のマンゲキ動画エキスポ』
- 大沢町いちご狩りPR
- 関西美少女図鑑vol.12表紙&シークエンス
- 兵庫県銭湯物語HPモデル

2021年
- 『音楽探偵バッハ』 - 土橋絵真 役
- 春秋座オペラ『フィガロの結婚』 - 花娘 役 (新型コロナウイルス拡大により公演中止)
- 『アートキャンプ』フェニーチェ堺
- YouTube配信リサイタル（Concert Design Cantabile主催NAMホール）
- 朗読劇『間違いの喜劇』（MAG!C☆PRINCE主演） - 娼婦 役

2022年
- YouTube配信リサイタル（Concert Design Cantabile主催NAMホール）
- ドラマCD『零れ陽にささやかな願いを』 - ゆう 役
- ラジオドラマ『零れ陽にささやかな願いを』 - ゆう 役
- さくらFM「いくみそのどみそ!クラシック」 - パーソナリティ(2022年4月〜)
- 劇団新制作座『真山美保生誕100周年記念』全国ツアー(仙台，大崎，尾花沢，東京八王子) - 歌

2023年
- さくらFMラジオ「いくみそのどみそ!クラシック」 - パーソナリティ(2022年4月〜)
- MKD office Art 朗読〜幕開け〜(芥川龍之介「蜘蛛の糸」)- 朗読
- さくらFM開局25周年記念ライブBloom Works featuring(阪急西宮ガーデンズ)- 歌唱
- 水曜ドラマ「リバーサルオーケストラ」
- YouTube配信リサイタル(主催NAMホール)- 歌唱
- 世界文化遺産登録30周年記念事業「ジャパン・オペラ・フェスティヴァル2023 法隆寺公演」野外オペラ『トロヴァトーレ〈吟遊詩人〉』～炎の復讐劇～(法隆寺特設ステージ)
- Music Flag in Kakogawa(アラベスクホール) - BloomWorks featuring歌唱
- 朗読×日本歌曲〜歌と語りで届ける日本のメロディー〜(京都NAM HALL)- 朗読・歌唱
- ミュージ君と歌のお姉さん - いくみおねえさん
- 内閣府「ぼうさいこくたい2023」(横浜国立大学) - 歌唱
- 多次元声劇団勢いありすぎーず 〜未来〜朗読劇『いつかのおわりと、いまと、あした。』(新宿シアターモリエール) - 博士役
- ドラマCD「宝石商とその宝石たち。」 - 宝石商役(主人公)、パール役

2024年
- さくらFMラジオ「いくみそのどみそ!クラシック」 - パーソナリティ(2022年4月〜)
- ライデンシャフト連続公演アイネクライネVol.3

朗読劇「桜の森の満開の下」
- 音楽ピクニック楽団 - 歌のお姉さん (ウエスタ川越、東京ドームシティラクーア)
- 日本自動車工業会「エコドライブ10」プロジェクトアニメーション - 香春なでしこ役
- 岡山県 令和6年度Okayama福祉・介護魅力発信アンバサダー 就任
- Delightare第1回オペラ公演『コジ・ファン・トゥッテ』 - ドラベッラ役
- 音楽旋士メロディマン
- テレビ大阪ドラマ『買われた男』 - 社員役
- 岡山県「おかやま⭐︎フクシ・カイゴ職場 すまいる宣言」認証制度普及啓発PR ファジアーノ岡山
- 多次元声劇団勢いありすぎーず『シン・シェアハウス』 - 織原姫乃役